# 요코오 와타루
요코오 와타루(일본어: 横尾 渉, 1986년 5월 16일 ~ )는 일본의 가수, 배우이며, 남성 아이돌 그룹·Kis-My-Ft2의 멤버이자 부사이쿠의 리더이다.
카나가와 현 출신. STARTO ENTERTAINMENT 소속.

## 약력
2001년 2월 4일, 쟈니즈 사무소에 입소.
2001년 10월, 버라이어티 프로그램 《재팬☆워커》에서, 도모토 코이치 프로듀스 아래, J-support(후의 K.K.Kity)가 결성되어 멤버로 선택된다.
2004년 4월, 《더 소년구락부》에서 Kis-My-Ft.(후의 Kis-My-Ft2)가 결성되어 멤버로 선택된 일이 발표되어 Kis-My-Ft.로서의 활동을 시작한다.
2010년 10월, 후지 TV 계열 《프리터, 집을 사다.》에 출연. 니시모토 카즈히코 역으로 드라마 데뷔를 하였다.
2011년 8월 10일, 〈Everybody Go〉로 CD 데뷔.

## 출연

### 드라마
- 프리터, 집을 사다. 제4 ~ 9화 (2010년, 후지 TV) - 니시모토 카즈히코 역
- 재판장님! 배가 고픕니다! 제21화 (2014년 3월 16일, 닛폰 TV)
- 헤이세이 부사이쿠 샐러리맨 (2014년 10월 18일 ~ 2015년 1월 3일) 닛폰 TV) - 주연·요코오 와타루 역

### 버라이어티 프로그램
- 펫 왕국 원더랜드 (2015년 8월 23일·9월 6일, 10월 4일 ~ , TV 아사히 외)

### CM
- NTT 도코모 new9 시리즈 - 지갑 휴대폰 편 (2006년) - 아카니시 진의 친구 역

### 무대
- PLAYZONE 2005 ~20th Anniversary~ Twenty Years (2005년 7월 6일 ~ 8월 4일, 도쿄·아오야마 극장, 2005년 8월 13일 ~ 8월 17일, 오사카 페스티발 홀)
- Dream Boys (2006년 1월, 제국 극장)
- 타키자와 연무성 (2006년 3월 ~ 4월, 신바시 연무장)
- One! -the history of Tackey- (2006년 9월, 닛세이 극장)
- DREAM BOYS (2007년 9월, 제국 극장)
- World's Wing 츠바사 Premium 2007 (2007년 10월, 닛세이 극장)
- 타키자와 연무성 2007 (2007년 7월, 신바시 연무장)
- DREAM BOYS (2008년 3월, 제국 극장)
- DREAM BOYS (2008년 4월, 우메다 예술 극장)
- 신춘 타키자와 혁명 (2009년 1월 1일 ~ 27일, 제국 극장)
- 신춘 타키자와 혁명 (2010년 1월 1일 ~ 2월 5일, 제국 극장)
- 신춘 인생 혁명 (2010년 1월 8일 ~ 2월 6일, 제국 극장)
- 타키자와 가부키 (2011년 4월 8일 ~ 5월 8일, 닛세이 극장)
- 은하 영웅 신화 격추왕 (2012년 8월 3일 ~ 12일, 텐노쥬갤럭시 극장) - 지크프리트 키르히아이스 역
- 무대 은하 영웅 신화 빛나는 별 어둠을 가르고 (2012년 11월 15일 ~ 18일, 도쿄 국제 포럼 홀C)
- 은하 영웅 신화 제3장 내란 (2013년 3월 31일 ~ 4월 13일, 아오야마 극장)
- 무대 은하 영웅 전설 제4장 후편 격돌 (2014년 2월 12일 ~ 2014년 3월 2일)